# The End Is the Beginning Is the End
"The End Is the Beginning Is the End" é uma canção escrita por Billy Corgan, gravada pela banda The Smashing Pumpkins.
A canção fez parte da banda sonora do filme de Joel Schumacher Batman & Robin, e uma versão da música faz parte do filme Watchmen de Zack Snyder
A música alcançou o top 10 em oito países e ganhou o prêmio Grammy de "Melhor Performance de Hard Rock".

## Desempenho nas paradas musicais
| Parada musical (1997)          | Posições |
| ------------------------------ | -------- |
| Noruega - VG-lista             | 5        |
| Nova Zelândia - RIANZ          | 6        |
| Reino Unido - UK Singles Chart | 10       |